# Самролл (Міссісіпі)
Самролл (англ. Sumrall) — місто (англ. town) в США, в окрузі Ламар штату Міссісіпі. Населення — 1765 осіб (2020).

## Географія
Самролл розташований за координатами 31°25′1″ пн. ш. 89°32′30″ зх. д. / 31.41694° пн. ш. 89.54167° зх. д. (31.417028, -89.541777).  За даними Бюро перепису населення США в 2010 році місто мало площу 9,73 км², з яких 9,70 км² — суходіл та 0,03 км² — водойми.

## Демографія
Згідно з переписом 2010 року, у місті мешкала 1421 особа в 551 домогосподарстві у складі 393 родин. Густота населення становила 146 осіб/км².  Було 626 помешкань (64/км²).
Расовий склад населення:
| - 81,8 % — білих - 17,3 % — чорних або афроамериканців - 0,1 % — корінних американців - 0,1 % — азіатів |

До двох чи більше рас належало 0,5 %. Частка іспаномовних становила 0,8 % від усіх жителів.
За віковим діапазоном населення розподілялося таким чином: 27,4 % — особи молодші 18 років, 58,8 % — особи у віці 18—64 років, 13,8 % — особи у віці 65 років та старші. Медіана віку мешканця становила 33,2 року. На 100 осіб жіночої статі у місті припадало 86,2 чоловіків;  на 100 жінок у віці від 18 років та старших — 83,0 чоловіків також старших 18 років.
Середній дохід на одне домашнє господарство  становив 56 997 доларів США (медіана — 46 765), а середній дохід на одну сім'ю — 63 632 долари (медіана — 61 513). Медіана доходів становила 51 277 доларів для чоловіків та 31 500 доларів для жінок. За межею бідності перебувало 17,3 % осіб, у тому числі 20,8 % дітей у віці до 18 років та 22,7 % осіб у віці 65 років та старших.
Цивільне працевлаштоване населення становило 729 осіб. Основні галузі зайнятості: освіта, охорона здоров'я та соціальна допомога — 30,5 %, роздрібна торгівля — 18,4 %, виробництво — 9,3 %, фінанси, страхування та нерухомість — 6,9 %.